# Hephaistos
Hephaistos (tiếng Hy Lạp: Ἥφαιστος, còn gọi là Hephaestus) là vị thần trong thần thoại Hy Lạp. Ông là vị thần của kỹ nghệ, bao gồm nghề rèn, và lửa. Thần được thờ phụng trong khắp các trung tâm chế tạo và công nghiệp ở Hy Lạp, đặc biệt ở Athena. Thần Vulcan trong thần thoại La Mã tương tự như Hephaestos.

## Truyền thuyết
Ông là con trai của thần nữ thần Hera. Ngay từ khi sinh ra Hephaistos, Hera nhìn thấy cậu quá xấu xí liền quẳng cậu xuống trần gian. Điều này đã giải thích vì sao vị thần này bị thọt một chân và từ đó về sau ông ta rất căm giận về người mẹ độc ác của mình. Một dị bản khác kể lại rằng Hephaistos bị thọt chân vì cha của ông khi ông bênh mẹ trong cuộc cãi vã giữa Zeus và Hera. Thần Zeus nổi giận cầm lấy chân ông ta và quẳng ra khỏi đỉnh Olympus. Tuy nhiên dị bản đầu có vẻ như hợp lý hơn.
Trở lại với câu chuyện Hera quẳng Hephaistos xuống trần, thần rơi mãi đến một vùng biển và tại đây cậu được các nữ thần Eurynome và thần biển Thetis thương tình đem về nuôi đến lúc khôn lớn. Lớn lên, thần Hephaistos là một người có thân hình vạm vỡ và đôi tay rắn chắc nhưng vô cùng khéo léo mà nhờ nó chàng đã chế tạo và dạy cho con người làm ra những đồ kim khí, những công trình xây dựng từ đơn giản đến phức tạp nhất. Chàng còn làm những đồ trang sức bằng vàng và bạc tặng cho các nữ thần biển để cảm tạ ơn cứu sống và nuôi dưỡng mình khôn lớn nên người. Dân chúng Hy Lạp kính trọng và tôn chàng làm vị thần thợ rèn hay vị thần lửa của họ, là ông tổ của nghề đúc đồng, làm gốm, luyện kim và xây dựng. Những nghề trên là những nghề quan trọng trong nền văn hóa của người Hy Lạp cổ đại điều đó cho thấy thần Hephaistos có ảnh hưởng sâu rộng tới mức nào trong tâm linh những người Hy Lạp xưa.

## Hephaistos và mẹ Hera

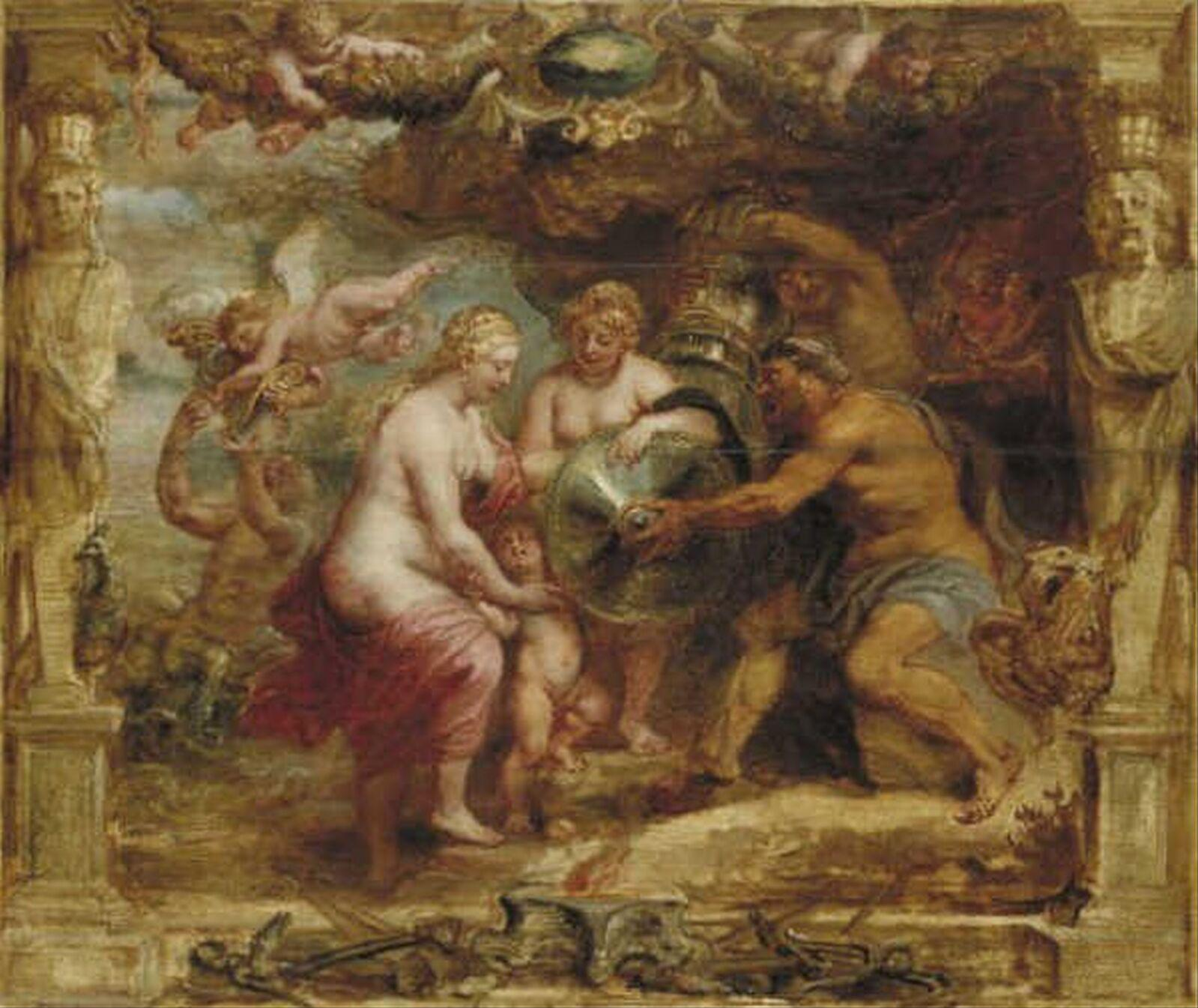
Vulcan (Roman counterpart of Hephaestus) presenting the arms of Achilles to Thetis. By Peter Paul Rubens.

Căm giận bà mẹ độc ác ông quyết định trả thù. Ông tạo một cái ghế tặng mẹ. Thấy ghế vàng mà lại đẹp Hera lao ra ngồi, lập tức bị xích lại. Không ai phá được khoá, chỉ có ông. Biết điều đó, thần Zeus sai Hermes xuống nói nếu Hephaistos phá xích sẽ gả Aphrodite cho. Nhưng Hephaistos không nghe. Hermes nhờ Dionysus yểm trợ. Vị thần vĩ đại và vui tính này đã lừa Hephaistos uống rượu nho, hai anh em nói chuyện vui vẻ. Cuối cùng Hephaistos bị say hoàn toàn. Hai anh em Hermes và Dionysus mời ông lên đỉnh núi Olympus. Bị say hoàn toàn, ông nhanh chóng phá khoá cho mẹ. Từ đấy mẹ con hoà giải, Hephaistos không còn giận mẹ nữa mà lại hay bênh mẹ khi cha mẹ cãi nhau.

## Hephaistos và người vợ Aphrodite
Được gả cho Hephaistos, Aphrodite thấy chồng xấu xí lại thọt chân nên không chung thủy với chồng mà hay lăng nhăng với các thần khác kể cả người trần. Một truyền thuyết nổi tiếng khác về thần Ares là cuộc tình giữa Ares và Aphrodite (Odyssey, chương 8). 
Và rồi thần Mặt Trời Helios đã trông thấy đôi tình nhân đang bí mật ân ái với nhau trong lâu đài của Hephaistos. Helios liền mách cho Hephaistos. Tức giận, Hephaistos đã trả thù bằng cách chăng một tấm lưới vô hình quanh giường của Aphrodite để bắt quả tang. Vào đúng thời điểm thích hợp, tấm lưới này buông xuống tóm chặt Ares và Aphrodite đang ôm ấp nhau. Hephaistos còn mời tất cả những vị thần trên đỉnh Olympus đến xem. Một vài vị bình phẩm về nhan sắc của Aphrodite, số khác lại bình luận rằng họ rất muốn đổi chỗ cho Ares, nhưng tất cả đều chế giễu hai người. Hephaistos bắt Ares nộp tiền phạt, và trả lại Aphrodite cho cha mẹ nàng - thần Zeus và nữ thần Dione (dù theo đa phần các câu chuyện mô tả Aphrodite sinh ra từ bộ phận sinh dục của Uranus rơi xuống biển). Poseidon bảo lãnh đưa tiền thay. Khi đôi tình nhân được thả ra, Ares xấu hổ trốn thẳng về quê nhà ở Thrace, Aphrodite ôm mặt chạy về đảo Cyprus, còn các vị thần được một trận cười vỡ bụng.
Một dị bản khác kể chi tiết rằng Ares đã cho một vị thần trẻ tuổi là Alectryon đứng ở cửa để báo hiệu khi nào Helios đến, vì Helios sẽ nói với Hephaistos sự không chung thủy của Aphrodite nếu hai người bị phát hiện, nhưng Alectryon đã ngủ quên. Helios đã phát hiện ra cặp uyên ương và báo cho Hephaestos. Ares rất tức giận và biến Alectryon thành con gà trống, con vật đến nay không bao giờ quên báo hiệu lúc mặt trời mọc. Có dị bản khác kể rằng Hephaestos đã lấy người trẻ nhất và đẹp nhất trong ba nữ thần duyên sắc Charites, tùy tùng của Aphrodite tên là Aglaea.